# Liste der Bodendenkmale in Lindow (Mark)
Die Liste der Bodendenkmale in Lindow (Mark) enthält alle Bodendenkmale der brandenburgischen Gemeinde Lindow (Mark) und ihrer Ortsteile auf der Grundlage der Landesdenkmalliste vom 31. Dezember 2020.
Die Baudenkmale sind in der Liste der Baudenkmale in Lindow (Mark) aufgeführt.
| Gemarkung               | Flur    | Kurzansprache                                                                           | Bodendenkmalnummer | Bemerkung | Bild |
| ----------------------- | ------- | --------------------------------------------------------------------------------------- | ------------------ | --------- | ---- |
| Banzendorf (Lage)       | 2       | Dorfkern Neuzeit, Dorfkern deutsches Mittelalter, Kirche Neuzeit                        | 100298             |           |      |
| Banzendorf (Lage)       | 1       | Siedlung slawisches Mittelalter                                                         | 70469              |           |      |
| Keller (Lage)           | 2       | Dorfkern deutsches Mittelalter, Dorfkern Neuzeit, Siedlung Urgeschichte, Kirche Neuzeit | 100300             |           |      |
| Lindow (Mark) (Lage)    | 1, 2, 3 | Altstadt deutsches Mittelalter, Altstadt Neuzeit                                        | 100265             |           |      |
| Lindow (Mark) (Lage)    | 3       | Kloster deutsches Mittelalter, Kloster Neuzeit                                          | 100266             |           |      |
| Schönberg (Mark) (Lage) | 4, 5, 7 | Dorfkern Neuzeit, Dorfkern deutsches Mittelalter, Kirche Neuzeit                        | 100361             |           |      |